# Magellan (sonda kosmiczna)

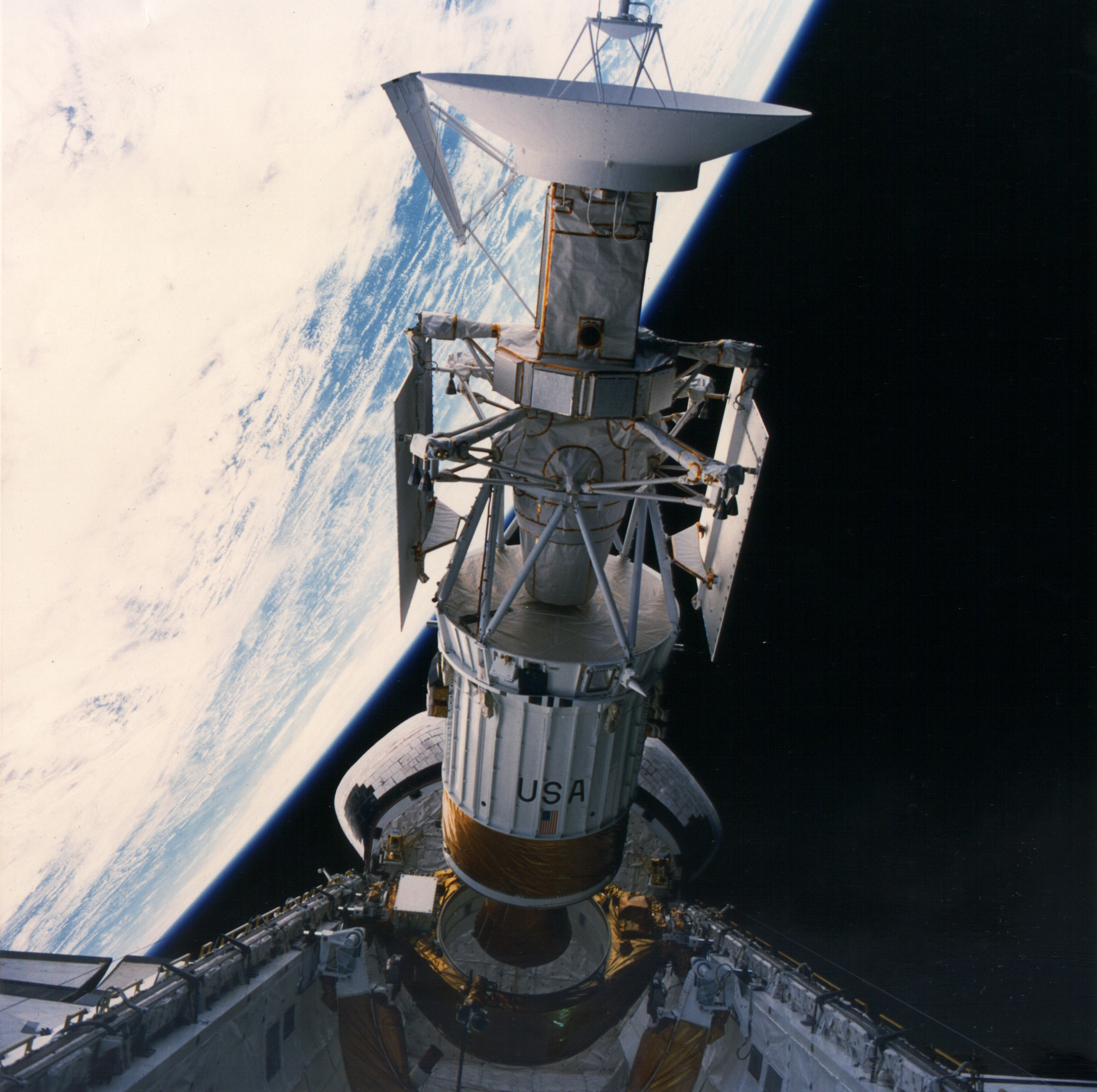
Sonda Magellan opuszcza ładownię wahadłowca Atlantis

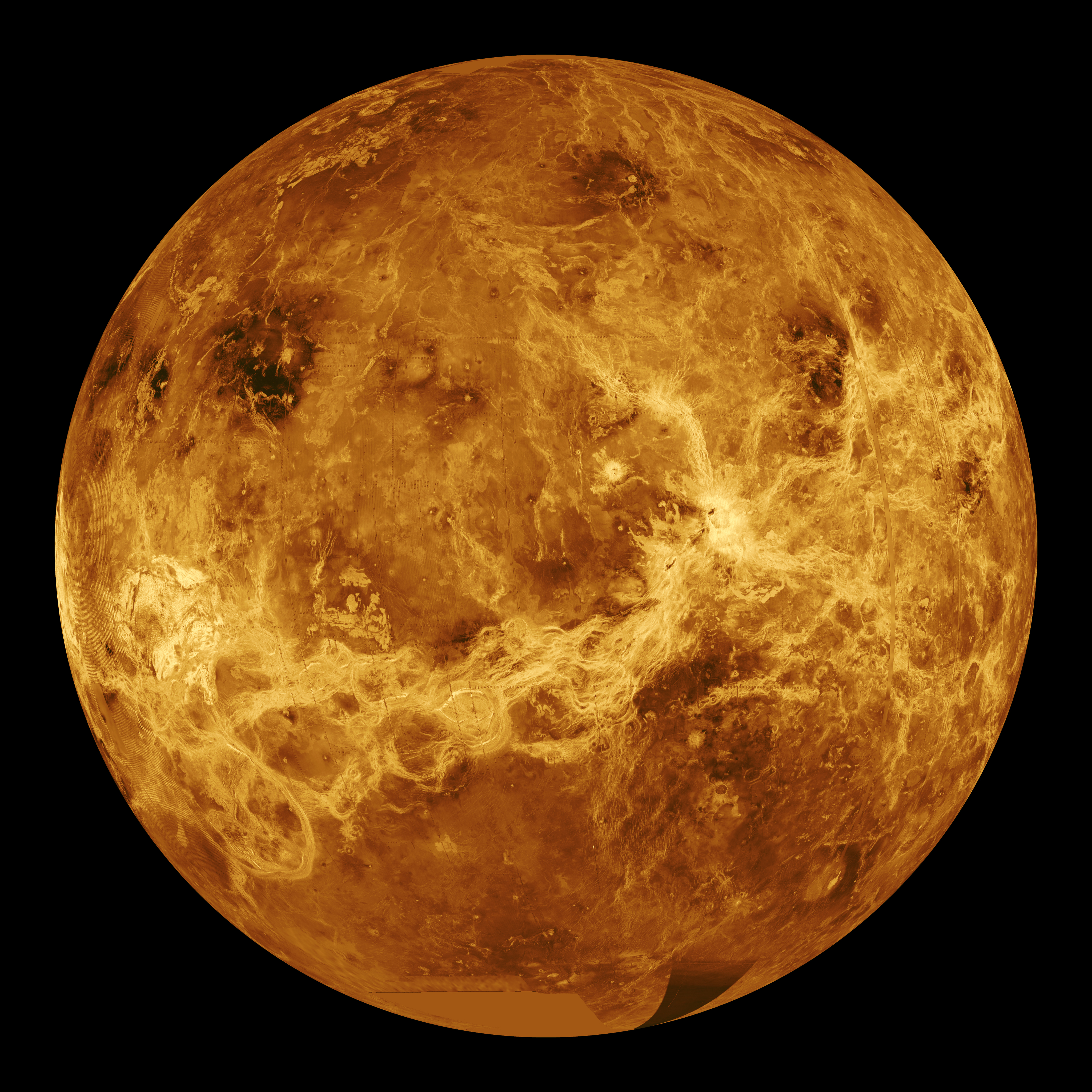
Obraz Wenus uzyskany na podstawie danych z radaru sondy Magellan

Sonda Magellan – bezzałogowa sonda kosmiczna amerykańskiej agencji kosmicznej NASA, stworzona do badania planety Wenus. Głównym celem misji było dokładne zbadanie planety przy pomocy radaru z syntetyczną aperturą, co pozwoliło na wykonanie map powierzchni Wenus niewidocznej w świetle widzialnym z powodu bardzo gęstej warstwy chmur. Sonda wykonała także mapy pola grawitacyjnego Wenus oraz pomiary wysokości obiektów za pomocą altimetru radarowego.
Początkowo sonda miała nazywać się Venus Radar Mapper. Później nazwano ją na cześć portugalskiego podróżnika Ferdynanda Magellana, który w XVI wieku jako pierwszy przepłynął przez Cieśninę Magellana na Ocean Spokojny.
Całkowity koszt misji wyniósł 680 milionów dolarów, z czego budowa pojazdu pochłonęła 287 mln, system radarowy 120 mln, zaś koszt wystrzelenia i obsługi misji przez pierwsze 30 dni – 49 mln dolarów.

## Przebieg misji
Magellan został wyniesiony na niską orbitę okołoziemską 4 maja 1989 roku, na pokładzie wahadłowca Atlantis w misji STS-30. 5 maja, po pięciu orbitach Ziemi, na wysokości 296 km, sonda opuściła ładownię wahadłowca. Na trajektorię międzyplanetarną została skierowana przez dodatkowy człon napędowy na paliwo stałe (Inertial Upper Stage). 10 sierpnia 1990 roku, po 15 miesiącach podróży, sonda weszła na eliptyczną, prawie polarną orbitę wokół Wenus, o perycentrum 294 km. Przez pierwsze tygodnie pobytu na orbicie trwała faza testów. Misja okołowenusjańska została podzielona na cykle trwające po 243 dni (tyle trwał przelot sondy nad całą powierzchnią Wenus), pierwszy z nich rozpoczął się 15 września 1990. W trakcie misji sonda zmapowała 98% powierzchni Wenus z rozdzielczością dziesięciokrotnie wyższą niż wcześniejsze radzieckie sondy Wenera 15 i 16 oraz wykonała mapy pola grawitacyjnego 95% powierzchni planety. We wrześniu 1994 przeprowadzono eksperyment Windmill (pol. wiatrak), podczas którego zmieniano kąt nachylenia paneli baterii słonecznych i badano wpływ oporu atmosferycznego na ruch sondy, co pozwoliło na obliczenie gęstości atmosfery na różnych wysokościach.
11 października 1994 roku sonda została skierowana w atmosferę planety, gdzie częściowo spłonęła 13 lub 14 października. Przypuszcza się, że niektóre jej fragmenty mogły opaść na powierzchnię. Ostatni sygnał z sondy odebrano 12 października o 10:02 UTC.

## Konstrukcja
Kadłub Magellana, długi na 4,6 m, zakończony został anteną paraboliczną wysokiego zysku o średnicy 3,7 metra. Służyła ona do komunikacji z Ziemią oraz jako antena radaru. Całkowita wysokość statku wynosiła 6,4 m. Sondę wyposażono w dwa kwadratowe panele baterii słonecznych, których rozpiętość wynosiła 9,2 m. Dostarczały one 1200 W mocy na początku, a 1029 W pod koniec misji. Energię gromadziły akumulatory niklowo-kadmowe o pojemności 30 Ah każdy. Wraz z członem napędowym i paliwem Magellan ważył podczas startu 3460 kilogramów. Sama sonda bez paliwa ważyła 1035 kg. Magellan był stabilizowany trójosiowo przy użyciu trzech kół reakcyjnych.
Pojazd został zbudowany częściowo przy użyciu zapasowych komponentów pozostałych po poprzednich misjach NASA. Główna antena pojazdu, jak również stelaż oraz silniki manewrowe, zostały zbudowane jako zapasowe dla misji Voyager. System komputerowy został zaczerpnięty z sondy Galileo. Antena średniej mocy pochodziła z projektu Mariner 9. Cały projekt pojazdu opierał się natomiast na konstrukcji satelity Lacrosse.